# Crocus serotinus
Crocus serotinus — вид рослин родини амарилісові (Amaryllidaceae). лат. serotinus — «вечір».

## Морфологія
Цибулина 11–25 мм в діаметрі, яйцеподібна. Рослина багаторічна до 15 сантиметрів висоти росту. Листя довге, тонке зелене. Приквітки зелені. Квіти не пахнуть. Горло зазвичай запушене і біле або блідо-жовтого кольору. Пелюстки від блідо-бузкового до темно-фіолетового кольору.

## Поширення, біологія
Країни поширення: Марокко; Португалія; Гібралтар; Іспанія. 
Росте на кам'янистих місцевостях. Квіти з жовтня по листопад.

## Галерея

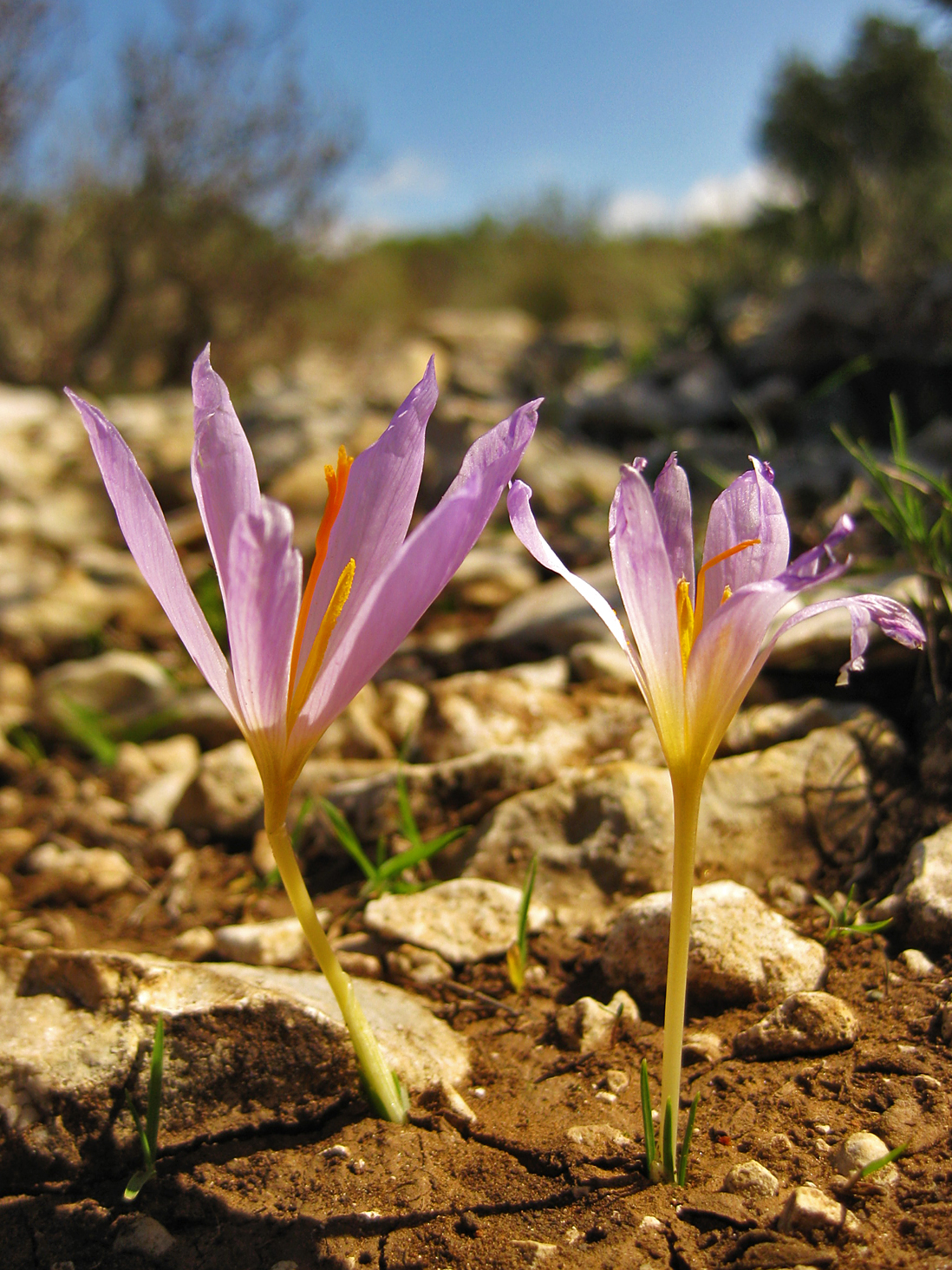
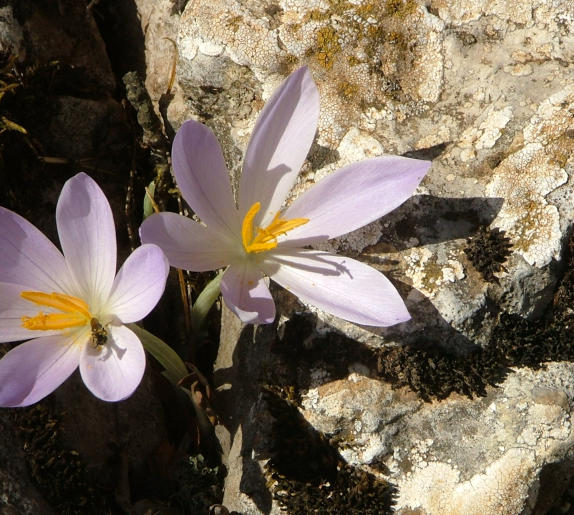
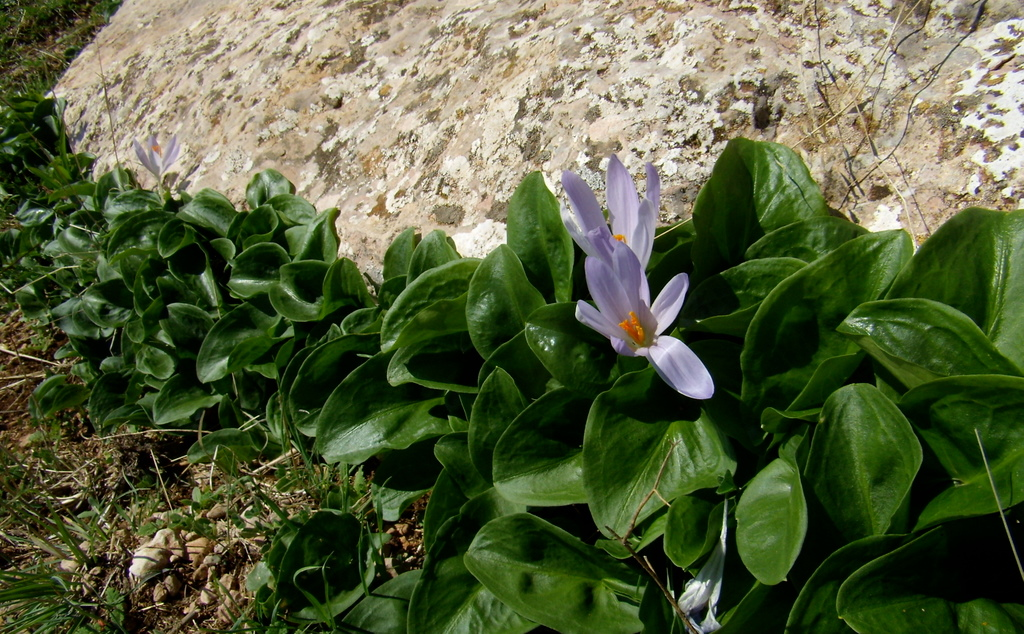

| Гібіскус | Це незавершена стаття про квіткові рослини. Ви можете допомогти проєкту, виправивши або дописавши її. |